# Ӝ
Ӝ, ӝ е буква от кирилицата. Обозначава звучната задвенечна преградно-проходна съгласна /ʤ/ ([дж]). Използва се в удмуртския език, където е 8-ата буква от азбуката. Произлиза от кирилската буква Ж. Аналогична буква от кирилицата на Ӝ е Џ, която се използва в сръбския и в македонската книжовна реч, а така също и буквата Ӂ от молдовската азбука и Ҹ от азербайджанската кирилска азбука.